# Venera 13
Venera 13 (Russisch: Венера-13) was een Russische onbemande missie naar de planeet Venus in het begin van de jaren 80 uit de vorige eeuw. Het doel was  onderzoek op Venus uitvoeren naar de atmosfeer en bodem. Voor het eerst onderzocht een lander op Venus ter plekke een bodemmonster; een hele prestatie gezien de hoge temperatuur en hoge druk die aan de oppervlakte van de planeet heersen.
Dit toestel werd samen met haar zusterschip Venera 14 gelanceerd; zoals gebruikelijk was in die dagen stuurde de Sovjet-Unie twee sondes tegelijkertijd op pad.
Venera 13 bestond uit een moederschip en een lander. Het moederschip vloog na afstoting van de lander door, zonder in een omloopbaan te komen. Wel diende het als communicatiestation voor signalen van de lander. Deze verkenner was een van de zes uit de zwaardere gewichtsklasse die de Russen op Venus afschoten. Dit was mogelijk omdat zij de relatief lichte A-2-e Molniya draagraket vervingen door de veel krachtigere Proton.
Dit verkenningstoestel beschikte over verbeterde instrumenten (massaspectrometer, spectrofotometer en gaschromatograaf), daarnaast was het apparaat om een bodemmonster te nemen volledig nieuw ontworpen.

## Technische uitrusting  en gewicht

### Wetenschappelijke instrumenten moederschip
Het moederschip van Venera 13 was uitgerust met de volgende meet- en detectie-apparatuur:
- Magnetometer om magneetvelden te onderzoeken.
- Detector voor kosmische straling
- Detectoren voor het meten van de zonnewind.
- Detector om gammaflitsen op te sporen.

### Wetenschappelijke instrumenten lander
De lander beschikte over:
- Röntgenfluorescentie-spectrometer met een boor, om de samenstelling van de bodem te bepalen. Deze boorde in de oppervlakte en retourneerde enige grammen bodemmateriaal via een luchtsluis naar de capsule. In een hermetisch afgesloten ruimte van 30 °C en 0,05 bar werd het bodemmonster onderworpen aan straling van radio-isotopen, twee bronnen van ijzer-55 met een activiteit van 125 mCi en een bron van plutonium-238 die een straling van 50 mCi afgaf. Vervolgens mat de sonde de fluorescerende straling.
- Dynamische penetratiemeter, om onder andere de draagkracht van de oppervlakte te bepalen. Deze was met opzet zo ontworpen dat het op voldoende afstand van de lander de bodem binnendrong, om te voorkomen dat het juist het bodemgedeelte onderzocht waarop de Venera 13 neerkwam.
- Röntgenfluorescentie-spectrometer voor onderzoek naar samenstelling van aerosol in de dampkring.
- Tv-camera, een verbeterde versie van het type waarover Venera 9 en 10 beschikten. Deze kon een 360° beeld tonen, al had iedere aparte opname een beperkt blikveld van 37 × 180°. In het midden van het beeld keek de camera 50° omlaag, waarmee een blik op de oppervlakte van Venus kon worden geworpen vanaf 1½ à 2 m afstand, de kleinst zichtbare details varieerden tussen 4 en 5 mm. Verder van het midden toonden de foto's beelden van verder af gelegen gebieden.
- Thermometer, om de temperatuur vanaf 63 km hoogte tot aan het oppervlak te meten.
- Drukmeter om de luchtdruk te bepalen.
- Massaspectrometer, functionerend van 63 tot 34 km hoogte, om de samenstelling van de atmosfeer te bepalen.
- Detector voor opsporing van bliksemontladingen.
- Gaschromatograaf.
- Nefelometer, om gesuspendeerde deeltjes in vloeibare of gasvormige colloïden te meten. Dit instrument stuurt hier een lichtstraal doorheen, een sensor bepaalt vervolgens de reflectie, aan de hand waarvan de dichtheid van die deeltjes wordt bepaald.
- Accellerometer, om de G-krachten tijdens de afdaling te meten.
- Spectrofotometer in visueel en infrarood licht.

### Gewicht
Het totale gewicht van Venera 13 bij lancering bedroeg 4363 kg, de lander woog 760 kg.

## Verloop van de missie

### Lancering
Venera 13 werd gelanceerd op 30 oktober 1981 met een Proton draagraket vanaf Bajkonoer.

### Vlucht naar Venus
Na een vier maanden durende vlucht en twee geslaagde koerscorrecties op 10 november 1981 en 21 februari 1982, ontkoppelde Venera 13 op 27 februari de lander.

### Landing

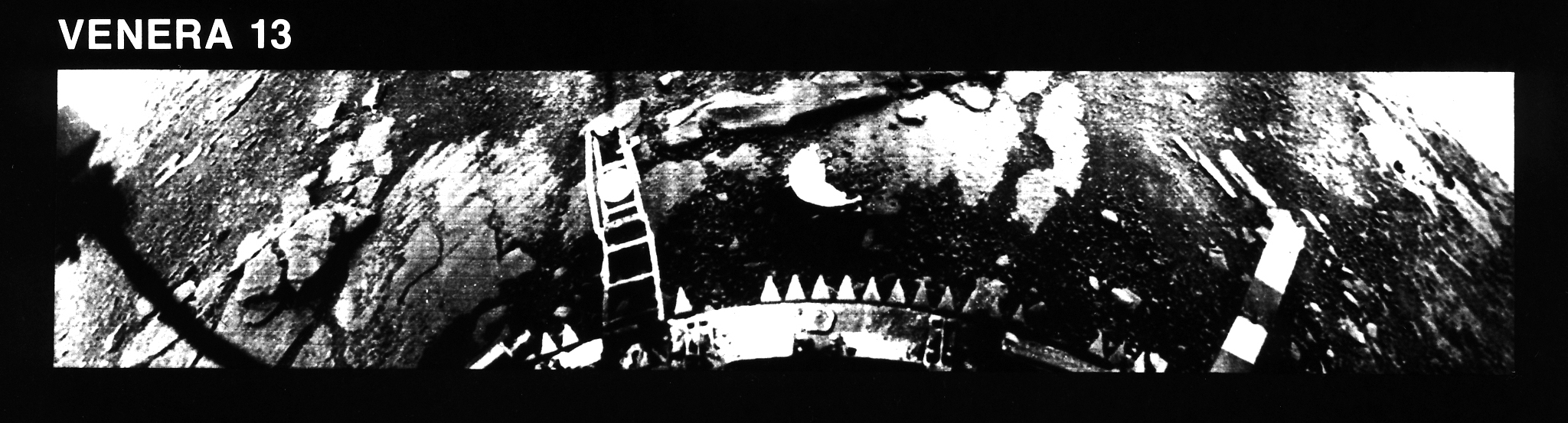
Opname met horizon in bovenhoeken. Midden een lenskap, rechtsonder een kleurenstaalkaart. Het gebogen getande onderdeel is de landingsring, die de klap tijdens neerkomen opving.

De Russen kozen de uiteindelijke landingsplaats gebaseerd op info van NASA's Pioneer Venus 1. Na afstoten van de lander vloog het moederschip de planeet voorbij met als kleinste afstand 36.000 km. De lander drong op 1 maart de atmosfeer binnen en voerde na een uur een geslaagde landing uit op 7½° Z en 303° O. Tijdens de afdaling seinde de capsule gegevens over de Venusiaanse atmosfeer over betreffende chemische en isotopische samenstelling, de samenstelling van het door het wolkendek gedrongen zonlicht en aangetroffen bliksemontladingen. Na binnendringen in de dampkring ontplooide de sonde zijn remparachute. Deze werd op een hoogte van 47 km weer afgeworpen. Aerodynamische afremming (door een horizontale schijf aan de bovenkant van de lander) zorgde voor verdere afname van de snelheid. Door de zeer dichte atmosfeer op Venus dwarrelde Venera 13 als een blad naar beneden; op aarde zou zo'n zware verkenner als een baksteen omlaag suizen.
Na de geslaagde landing functioneerde Venera 13 ruim twee uur (127 minuten), hoewel het er slechts op ontworpen was om 32 minuten te overleven. Het toestel voerde twee geslaagde experimenten uit, die tijdens twee eerdere missies (Venera 11 en 12) mislukten. De lander nam een bodemmonster om te analyseren. Dit bodemmonster vertoonde gelijkenis met aards basalt en bestond uit fonolitisch tefriet met een hoog kaliumgehalte. De boorsnelheid, diepte van het boorgat en gebruikt vermogen van de motor gaf deskundigen een indruk van de bodem, die eigenschappen van compacte vulkanische as (tufsteen) vertoonde. De vastgestelde draagkracht van de Venusiaanse bodem varieerde tussen 2,6 en 10 kg per cm², vergelijkbaar met aangedrukt zand of zware klei. Overigens nam Venera 14 een (veel !) grotere draagkracht waar, tot wel 250 kg per cm².
Tevens nam het vaartuig, met behulp van rode, groene en blauwe filters de eerste kleurenfoto's die ooit op Venus waren gemaakt en zond een volledig panoramabeeld van 360° naar de Aarde. Acht foto's toonden een ruig landschap bezaaid met hoekige oranje-bruine rotsen en fijn donker stof, dat met een windsnelheid van 1 à 2 km/uur tegen de lander blies. De hemel kleurde oranje en de horizon leek slechts 100 meter ver, mogelijk door 'lucht'spiegeling.
De temperatuur op de landingsplaats varieerde tussen 457 en 465° C, de luchtdruk bedroeg tussen 84 en 89½ bar.   
De Russen gebruikten het moederschip later voor proeven naar komende missies naar de komeet van Halley, waarbij op 10 juli 1982 een motortest werd gedaan. Het moederschip bevindt zich nu in een heliocentrische baan.